# ابوبکر محمد بن حسن طبری چالوسی
ابوبکر محمد بن حسن طبری چالوسی (۴۶۵–۵۶۴) معروف به ابوجعفر صوفی فقیه، مفتی، واعظ و محدث سدهٔ پنجم هجری اهل چالوس طبرستان بود. وی سال ۴۶۵ قمری در چالوس متولد شد و در نیشابور به تحصیل پرداخت و سپس در کسوت واعط، محدث و مفتی رهسپار بغداد شد و پس از آن به مصر و حجاز سفر نمود و به شهرت بسیار دست یافت و در نهایت در سال ۵۶۴ قمری در آمل وفات یافت. در سال چهارصد و هفتاد و دو در چالوس طبرستان متولد شد و در محرم سال پانصد و چهل و سه در آمل وفات یافت. کتاب الاِجارة فی الکلام علی الاستئجار للقراءة علی المیت از آثار معروف اوست.
به نقل از دانشنامه جهان اسلام از میان بزرگان چالوس محمدبن عبدالکریم ابوالفتح شالوسی رازی، فقیه و محدّث سده پنجم، و ابوبکر محمدبن حسن‌بن قاسم‌بن حسین طبری شالوسی مشهور به ابوجعفر صوفی واعظ، فقیه، عارف و محدّث سده چهارم و پنجم شهرت بیشتری دارند (صریفینی، ص ۴۹؛ طیار مراغی، مقدمه موسوی، ص 21)